# Lisianthius peduncularis
Lisianthius peduncularis là một loài thực vật có hoa trong họ Long đởm. Loài này được L.O. Williams mô tả khoa học đầu tiên năm 1968.